# Симион, Джордже
Джордже-Николае Симион (рум. George-Nicolae Simion; род. 21 сентября 1986, Фокшаны) — румынский политический и государственный деятель, член Палаты депутатов (с 2020 года). Глава крайне правого «Альянса за объединение румын». Кандидат в президенты Румынии (2024 и 2025 годы).

## Биография
Родился 21 сентября 1986 года в городе Фокшани, Румыния. Окончил Национальный колледж Георге Лазэра в Бухаресте. После этого учился в Бухарестском университете на факультете бизнеса и администрирования, а позже -- в Ясском университете, где получил степень магистра истории, защитив диссертацию на тему «преступлений коммунизма».
В политике дебютировал в 2019 году, объявив о своём намерении участвовать в качестве независимого кандидата в выборах в Европейский парламент от Румынии 26 мая 2019 года. В дополнение к этому он продвигал «антипартийную» идею, утверждая, что только независимый кандидат может честно представлять интересы граждан. Симион заявил, что будет бороться за права румынских меньшинств на Украине, в Сербии и других странах, а также за защиту прав граждан Румынии, работающих в странах Европейского союза. Он выразил намерение остановить в стране незаконную вырубку лесов и строительство автомагистралей, соединяющих Молдову и Румынию.
На выборах 2019 года Симион получил 1,29% голосов, не сумев занять место в Европейском парламенте.
19 сентября 2019 года была официально учреждена политическая партия Альянс за союз румын. Симион был одним из двух сопредседателей партии вместе с Клаудиу Тырзиу.
Популярность партии сильно возросла после получения 9% голосов на парламентских выборах 2020 года, став четвёртой по величине партией Румынии, несмотря на то, что на тот момент она была создана чуть более года назад. Партия пользовалась высокой поддержкой румынской диаспоры, заняв первое место среди румын в Италии и на Кипре и второе место среди румын во Франции и Испании.
20 января 2021 года Симион встретился в Варшаве с Радославом Фогелем, советником лидера партии «Право и справедливость» Ярослава Качиньского. Они обсудили положение стратегических государственных компаний и законопроект против интернет-цензуры. После завершающей встречи 22 января Симион объявил, что партия присоединится к «европейской политической семье консерваторов и реформистов».
27 марта 2022 года во Дворце парламента состоялся первый съезд партии. Симион баллотировался на пост президента партии, его единственным оппонентом был тогдашний депутат от округа Констанца Дануц Эленей. Симион получил 784 голоса, став президентом партии.
Был кандидатом на президентских выборах в ноябре 2024 года (результаты были признаны недействительными), набрал на них 13,86 % голосов. Стал кандидатом на президентских выборах в мае 2025 года, в первом туре набрал максимальное число голосов (40,96 %), однако во втором туре проиграл своему сопернику Никушору Дану, набрав 46,67%

## Взгляды

Симион, Дональд Трамп-младший и Марион Марешаль, 2025 год

Называя себя «более умеренным», чем Кэлин Джорджеску, Симион разделяет его неприязнь к бюрократии ЕС и выступает против помощи Украине. Незадолго до выборов 2025 года он пообещал, что в случае своей победы он непременно расскажет, «какой вклад мы внесли в военные действия на Украине в ущерб румынским детям и нашим старикам». Выражает восхищение президентом США Дональдом Трампом.

## Личная жизнь
В настоящее время Симион живёт в небольшой однокомнатной квартире в Бухаресте и с 27 августа 2022 года женат на Илинке Мунтяну. Симион является автором двух книг: «Запертый в лабиринте» и «Как я встретил их», в которой рассказывает о том, как познакомился с влиятельными румынскими политиками, такими как Клаус Йоханнис, Дан Барна, Траян Бэсеску и Ион Илиеску, а также представляет анализ политической, экономической и социальной ситуации в стране за последние 30 лет.